# 全国水産加工たべもの展
全国水産加工たべもの展は、農林水産省・大阪府らが後援する食品品評会。

## 概要
大阪佃煮組合（現大阪府調理食品協同組合）が1951年に三越大阪店で見本市「水産加工たべもの展」として開催。第3回からは「近畿加工たべもの展」に改称。第8回から全国規模のコンクール形式となり現名称に再改称した。

## 類似する品評会
- 全国水産加工品総合品質審査会（全国水産加工業協同組合連合会主催）